# Districte de Saintes
El Districte de Saintes és un dels cinc districtes del departament francès del Charente Marítim, a la regió de la Nova Aquitània. Té 9 cantons i 107 municipis. El cap del districte és la sotsprefectura de Saintes.

## Cantons
cantó de Burie - cantó de Cozes - cantó de Gémozac - cantó de Pons - cantó de Saintes-Est - cantó de Saintes-Nord - cantó de Saintes-Oest - cantó de Saint-Porchaire - cantó de Saujon

## Evolució demogràfica
| Evolució de la població INSEE |      |      |      |      |      |      |      |      |
| 1793                          | 1800 | 1806 | 1821 | 1831 | 1836 | 1841 | 1846 | 1851 |
| -                             | -    | -    | -    | -    | -    | -    | -    | -    |

| 1856 | 1861 | 1866 | 1872 | 1876 | 1881 | 1886 | 1891 | 1896 |
| ---- | ---- | ---- | ---- | ---- | ---- | ---- | ---- | ---- |
| -    | -    | -    | -    | -    | -    | -    | -    | -    |

| 1901 | 1906 | 1911 | 1921 | 1926 | 1931 | 1936 | 1946   | 1954   |
| ---- | ---- | ---- | ---- | ---- | ---- | ---- | ------ | ------ |
| -    | -    | -    | -    | -    | -    | -    | 90.028 | 92.010 |

| 1962   | 1968   | 1975   | 1982   | 1990    | 1999    | 2006 | 2011 | 2016 |
| ------ | ------ | ------ | ------ | ------- | ------- | ---- | ---- | ---- |
| 92.915 | 94.408 | 96.078 | 99.486 | 104.486 | 108.989 | -    | -    | -    |

| 2019 | - | - | - | - | - | - | - | - |
| ---- | - | - | - | - | - | - | - | - |
| -    | - | - | - | - | - | - | - | - |

Histograma

(elaboració gràfica per Wikipèdia)